# Daniel Defoe
Daniel Defoe (Cripplegate, London 1660. – Moorfields, 24. travnja 1731.), engleski pisac i novinar. Bio je jedan od najznačajnijih književnika 18. stoljeća. Smatra ga se osnivačem engleskog modernog romana.

## Životopis
Daniel Defoe je bio rođen kao "Daniel Foe", sin mesara Jamesa Foea. Kasnije, 1695. godine uzeo je prezime Defoe, bila je dodata riječ "De", kao što bi bilo dodato kod prezimena tadašnjih aristokrata. Datum njegova rođenja je nepoznat, jedino se pouzdano zna da se rodio 1660. godine.
Potkraj 17. stoljeća, Defoe počinje putovati Europom no kasnije potom postaje osiromašen, pada u bankrot, a novac zarađuje pisanjem. Pisao je eseje, pamflete i traktate. Godine 1701. objavljuje svoju pjesmu "Čistokrvni Englez". To je njegovo prvo djelo koje je objavio u javnost, a ujedno je bilo i napisano u čast kralju.
Sljedeće godine objavio je pamflet Najkraći postupak s otpadnicima, gdje je podržavao vjersku toleranciju. Tim pamfletom je narušio ugled crkvi, a zbog toga je uhićen i pribijen na stup srama gdje je doživio vrhunac popularnosti. Nakon puštanja iz zatvora i nakon izvršene kazne, Daniel Defoe je pokrenuo svoj časopis The Review u kojem je članke pisao jedno desetljeće. Članci su mu vezani uz društvenu, socijalnu i političku problematiku. U časopisu je iznosio razne teme - od pitanja postupnog građanskog razvoja pa sve do međunarodnih političkih odnosa.
S druge strane, Defoe je bio špijun. Nadzirao je kada su Britanija i Škotska stupile u uniju, 1707. godine. Između 1719. i 1724. godine objavio je nekoliko svojih romana koji su stekli veliku popularnost. Njegov najpoznatiji roman Robinson Crusoe (1719.) priča je o čovjeku koji je jedini preživio brodolom, te stigao na pusti otok. Pokušao je preživjeti prolazeći kroz mnoge avanture. Pretpostavlja se da je autor dobio inspiraciju kada je čuo za istiniti događaj o Alexanderu Selkirku, nesretnom engleskom pomorcu koji je doživio brodolom. Pored Crusoa poznat je još njegov roman Moll Flanders (1722.).
Daniel Defoe je 1684. godine oženio Mariju Tuffely, kćerku bogatog trgovca. S njom je imao osmero djece od koje je šestero doživjelo odraslu dob. Umro je 24. travnja 1731. u dobi oko 71. godine. Sveukupno je napisao preko 500 knjiga i prozvan je "ocem modernog novinarstva".

## Važna djela
Romani
- Robinson Crusoe (1719.)
- Moll Flanders (1722.)
- Kapetan Singleton (1720.)
- Dnevnik kugine godine (1722.)
- Pukovnik Jack (1722.)
- Uspomene jednog kavalira (1724.)
- Roxana (1724.)

Pjesme
- Čistokrvni Englez (1701.)
- Himna stupu srama (1703.)